# John Swinney
John Ramsay Swinney (Edimburgo, 13 de abril de 1964) é um político escocês que serve como primeiro-ministro da Escócia e líder do Partido Nacional Escocês (SNP) desde maio de 2024. Anteriormente, atuou como líder do SNP de 2000 a 2004 como líder de oposição e desempenhou vários cargos no Gabinete Escocês de 2007 a 2023 sob os primeiros-ministros Alex Salmond e Nicola Sturgeon. Swinney foi membro do Parlamento Escocês (MSP) por North Tayside de 1999 a 2011 e, após mudanças de limites, é MSP por Perthshire North desde 2011. Foi membro do Parlamento (MP) por Tayside North de 1997 a 2001.
Formou-se com mestrado em política pela Universidade de Edimburgo. Ingressou no SNP ainda jovem e rapidamente ganhou destaque ao servir como Secretário Nacional de 1986 a 1992 e como vice-líder de 1998 a 2000. Serviu na Câmara dos Comuns como membro parlamentar por Tayside North de 1997 a 2001. Foi eleito para o Parlamento Escocês inaugural nas eleições para o Parlamento Escocês de 1999. Depois que Salmond renunciou à liderança do partido em 2000, Swinney foi eleito nas eleições de liderança de 2000. Tornou-se líder da oposição no Parlamento escocês. O SNP perdeu um deputado nas eleições gerais de 2001 e oito MSPs nas eleições para o Parlamento escocês de 2003, apesar do escândalo Officegate destituir o anterior primeiro-ministro trabalhista escocês, Henry McLeish. No entanto, os únicos partidos a ganhar assentos naquela eleição foram os Verdes Escoceses e o Partido Socialista Escocês (SSP) que, tal como o SNP, apoiam a independência. Depois de um desafio mal sucedido à sua liderança em 2003 e dos resultados desfavoráveis do partido nas eleições para o Parlamento Europeu de 2004, Swinney renunciou. Salmond voltou ao cargo nas eleições de liderança subsequentes em 2004.
Swinney passou todo o mandato de Humza Yousaf na bancada e serviu como membro do Comitê de Justiça do Parlamento Escocês. Após o anúncio de sua renúncia por Yousaf em abril de 2024, Swinney concorreu para sucedê-lo nas eleições de liderança do SNP de 2024 e foi eleito sem oposição. Em 6 de maio, Swinney foi eleito líder do partido sem oposição. Ele disse que trabalharia com os sindicalistas escoceses como líder.

## Carreira política

### Primeiro-ministro da Escócia
Swinney foi oficialmente empossado como primeiro ministro da Escócia em 8 de maio de 2024 no Tribunal de Sessão em Edimburgo, após receber o Mandado Real de Nomeação do rei Carlos III.
A maioria do gabinete de Swinney fazia parte dos governos anteriores de Humza Yousaf. A única adição ao gabinete foi Kate Forbes substituindo Shona Robinson como vice-primeira da Escócia, e assumindo parte da responsabilidade de Màiri McAllan pela economia na sua pasta como Secretária de Gabinete para a Economia e o Gaélico. Robinson foi, no entanto, renomeado por Swinney como Secretário de Finanças com responsabilidade adicional pelo governo local, com McAllan nomeado como a carteira reduzida de Secretário de Gabinete para Net Zero e Energia.

## Ligação externa
Media relacionados com John Swinney no Wikimedia Commons